# ラッターリコ
ラッターリコ（イタリア語: Lattarico）は、イタリア共和国カラブリア州コゼンツァ県にある、人口約4,000人の基礎自治体（コムーネ）。

## 地理

### 位置・広がり

#### 隣接コムーネ
隣接するコムーネは以下の通り。
- ビジニャーノ
- フスカルド
- ルッツィ
- モンタルト・ウッフーゴ
- ロータ・グレーカ
- サン・ベネデット・ウッラーノ
- サン・マルティーノ・ディ・フィニータ
- トラーノ・カステッロ

## 行政

### 分離集落
ラッターリコには、以下の分離集落（フラツィオーネ）がある。
- Contessa Soprana, Cozzo Carbonaro, Palazzello, Piretto, Regina